# Ag Apolloni
Ag Apolloni (ur. 13 czerwca 1982 w Kačaniku) – kosowski pisarz, poeta, filozof i filolog. Jego dzieła wyróżniają się krytycznym spojrzeniem na historię, politykę i społeczeństwo.

## Życiorys
Ukończył w Kačaniku szkołę podstawową i ponadpodstawową. W 2005 roku ukończył studia na Wydziale Dramaturgii i Literatury uniwersytetu w Prisztinie. Z przyczyn finansowych w 2006 r. zrezygnował ze studiów filozoficznych. Spędził ponad 2 lata opiekując się swoim schorowanym ojcem, który zmarł w roku 2007. Rok później otrzymał tytuł magistra nauk filozoficznych, a w 2012 został magistrem nauk filologicznych.
Od 2008 roku pracuje jako profesor na Uniwersytecie w Prisztinie.

## Praca
Apolloni pracował jako dziennikarz, redaktor oraz redaktor naczelny w prisztińskich dziennikach i magazynach literackich i kulturalnych. W 2010 przywrócił do życia najstarszy literacki magazyn Jeta e Re (pol. Nowe Życie), który prowadził przez następne trzy lata. W 2013 założył czasopismo Symbol, w którym przeprowadził wywiady z wieloma działaczami kultury. Jego prace zostały przetłumaczone na kilka języków, m.in. angielski, niemiecki, włoski, czeski, macedoński, serbski. Za swoje prace naukowe został nagrodzony międzynarodowymi nagrodami. 

### Poezja
- Zomb, 2009
- Sandalet e Senekës, 2020
- Retorika e heshtjes, 2021

### Nowele
- Ulurima e ujkut, 2013
- Zazen, 2014
- Një fije shprese, një fije shkrepëse, 2020

### Sztuki
- Stephen, Halloween, Judith, Mat, 2010
- Hamleti simbas Horacit, 2017
- Skenderbeu, manuskripti i Marlout, 2018

### Eseje
- Parabola postmoderne, 2010
- Paradigma e Proteut, 2012
- Koferi i Konicës, 2016
- Commentum, 2019

### Autobiografia
- Mesjeta ime, 2019